# Hilltop Neszmély
A Hilltop Neszmély Zrt. a Neszmélyi borvidék egyik legjelentősebb borászata.
1991-ben alapította Keresztury Éva, Török Imre, Storcz Judit és Kamocsay Ákos, akik ma is a cég vezetőségét alkotják, miközben munkatársaik köre mintegy 150 főre bővült. Kamocsay Ákos 1999-ben az Év Bortermelője, a Hilltop Neszmély 2004-ben az Év Pincészete lett.[forrás?]
A borászat 90%-ban exportra termel: átlagos években 7 millió palackot értékesít külföldön. Ennek négyötöde az Egyesült Királyságban talál gazdára, a fennmaradó rész Skandináviában, Japánban és Kínában. Magyarországon 2008-ban alig kevesebb, mint 1 millió palack fogyott boraiból.
Borai kizárólag saját termésének feldolgozásából születnek. Dunára néző szőlőültetvényeik – mintegy 450 hektár – Komárom és Esztergom között félúton, a Melegeshegyen találhatók. A vezető fajták a chardonnay, sauvignon blanc, szürkebarát és tramini.[forrás?]
Császáron is dolgoznak fel szőlőt, itt a testes, továbbérlelésre alkalmas vörösborok készülnek. A cég a Szekszárdi borvidéken rendelkezik 110 hektár kékszőlő ültetvénnyel (merlot, cabernet sauvignon, kékfrankos, cabernet franc).[forrás?]

## Képgaléria

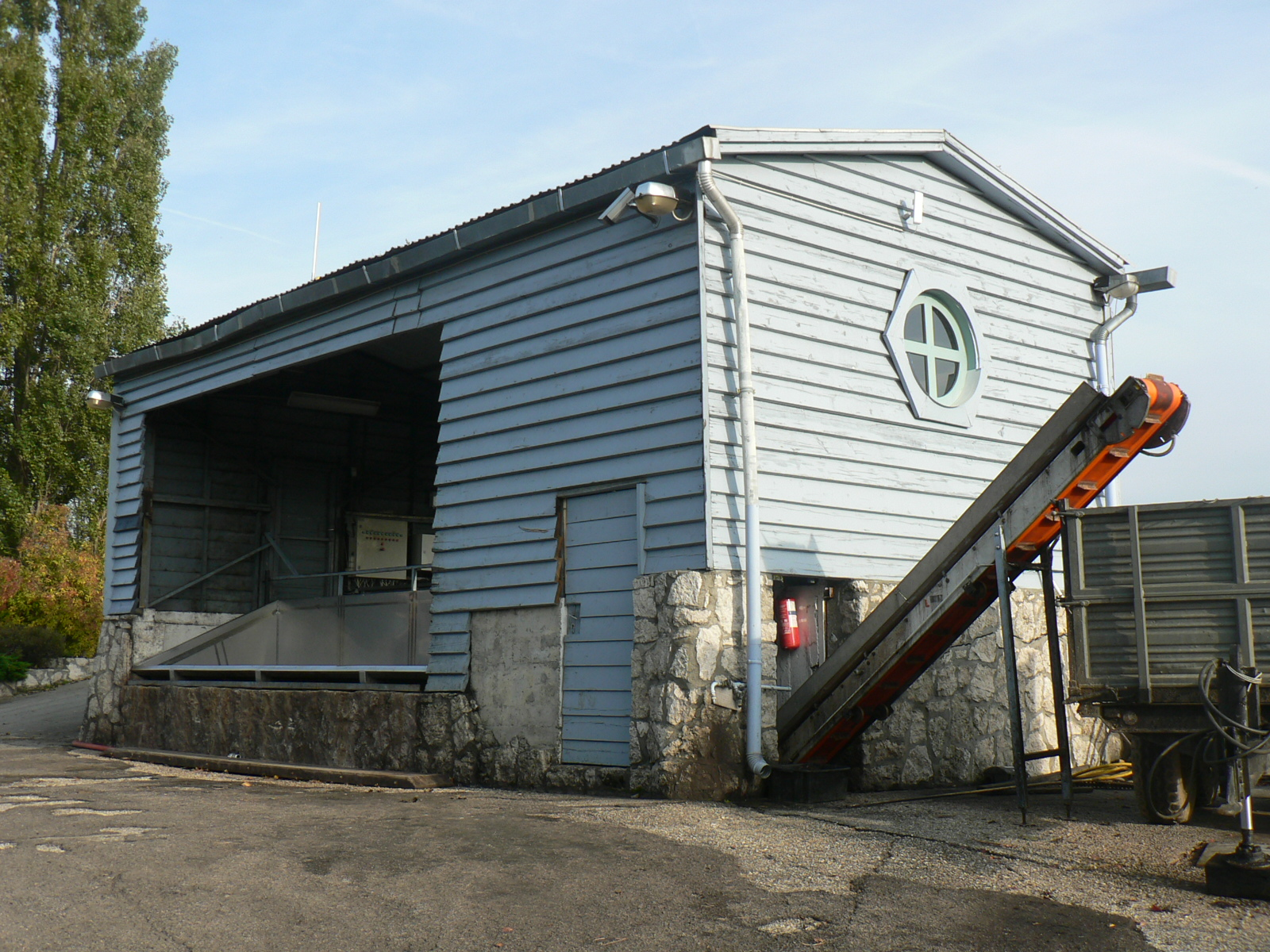
A fogadógarat épülete a Hilltop Neszmély központjában
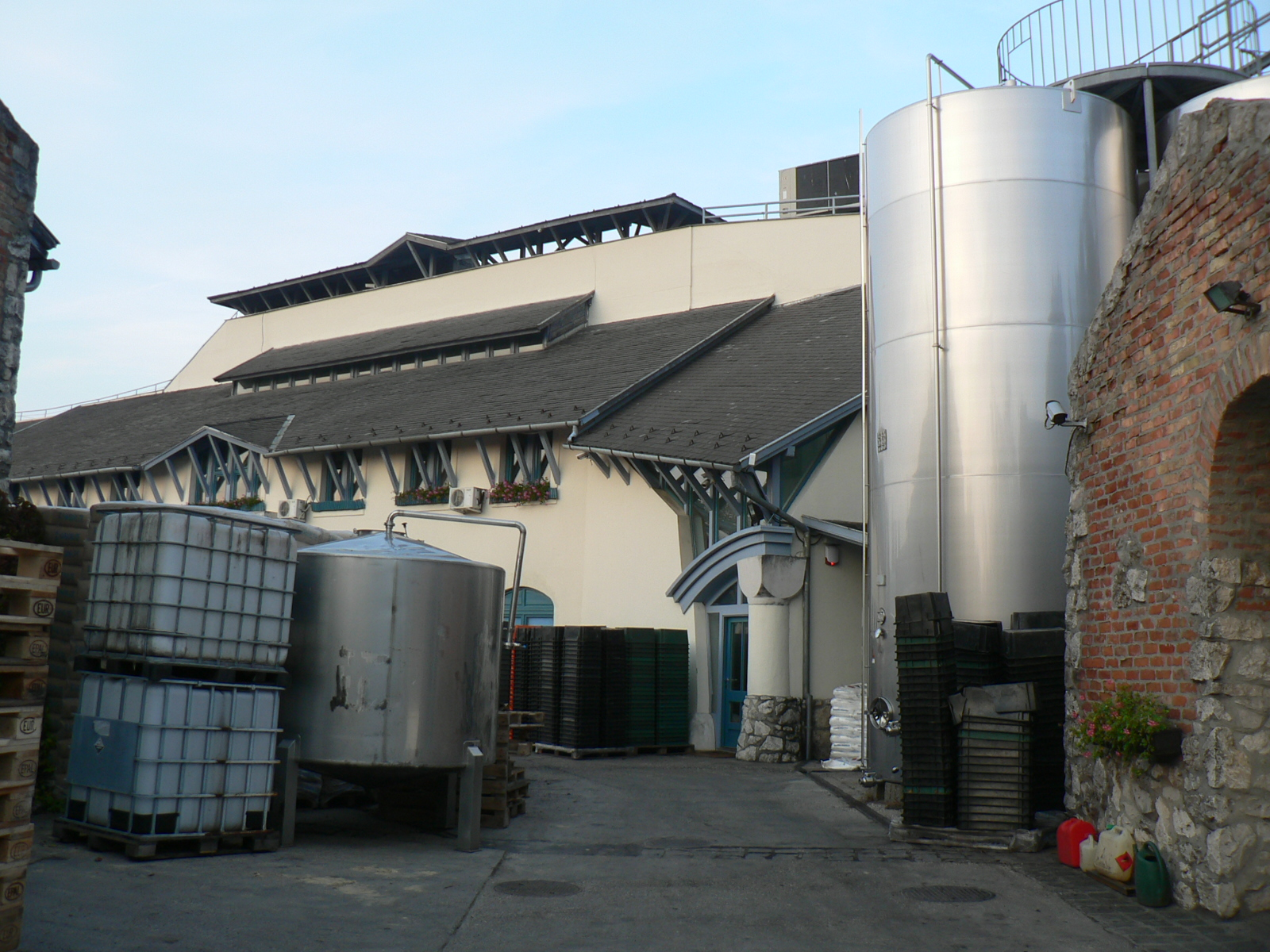
Üzemi épületek a Hilltop Neszmély központjában
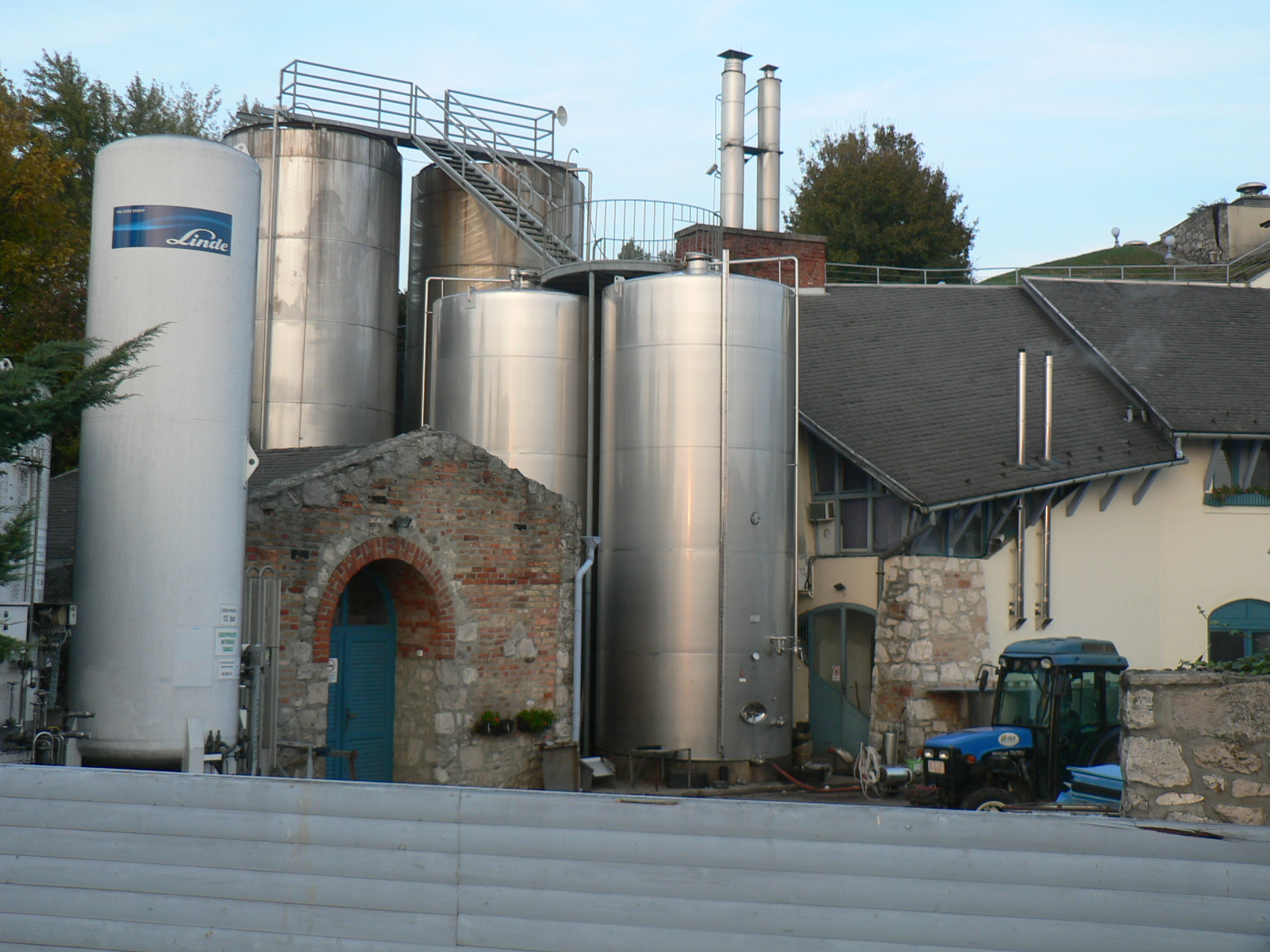
Üzemi épületek a Hilltop Neszmély központjában
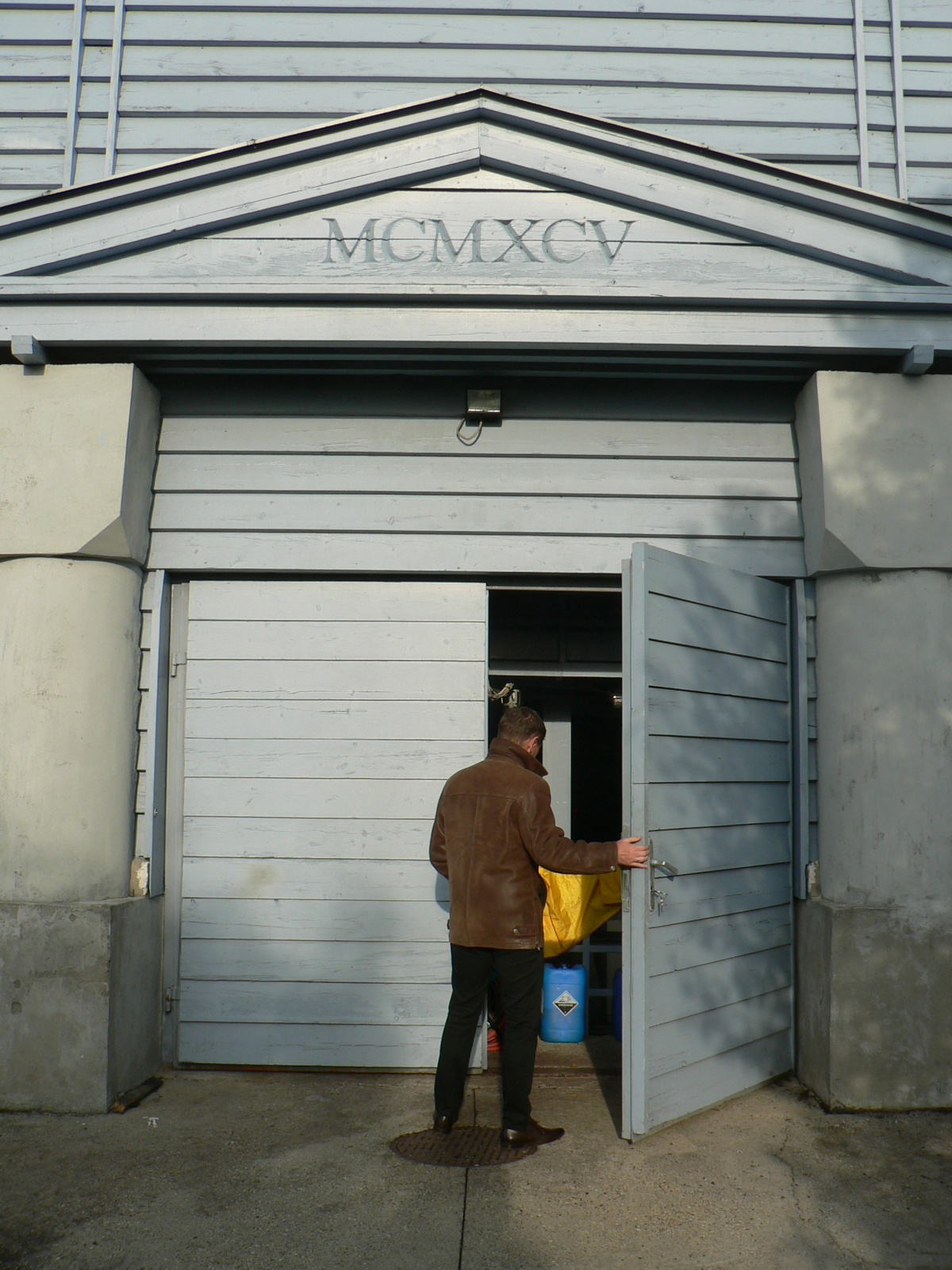
A Hilltop Neszmély présházának bejárata
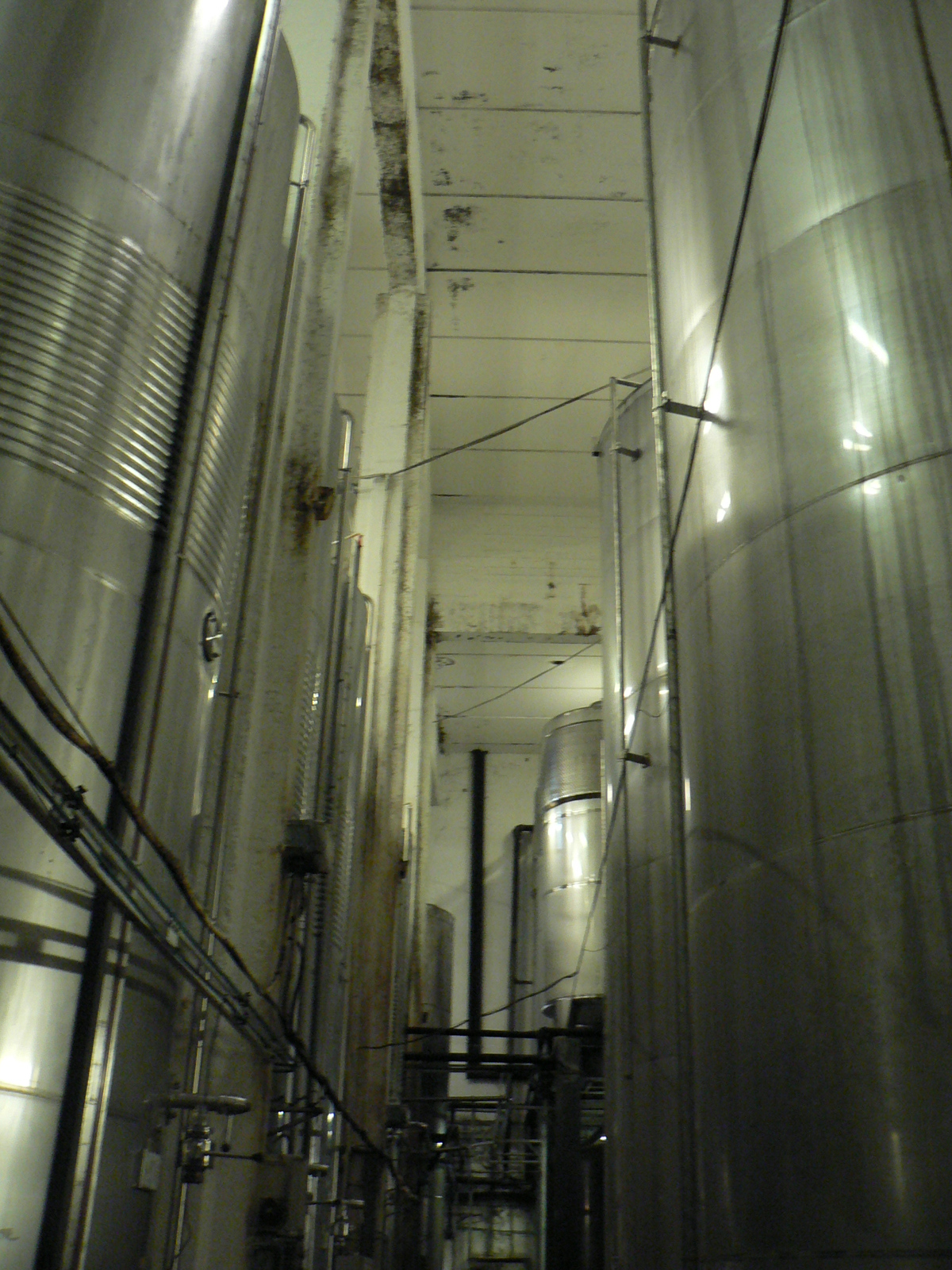
Hatalmas erjesztőtartályok a Hilltop Neszmély pincészetében
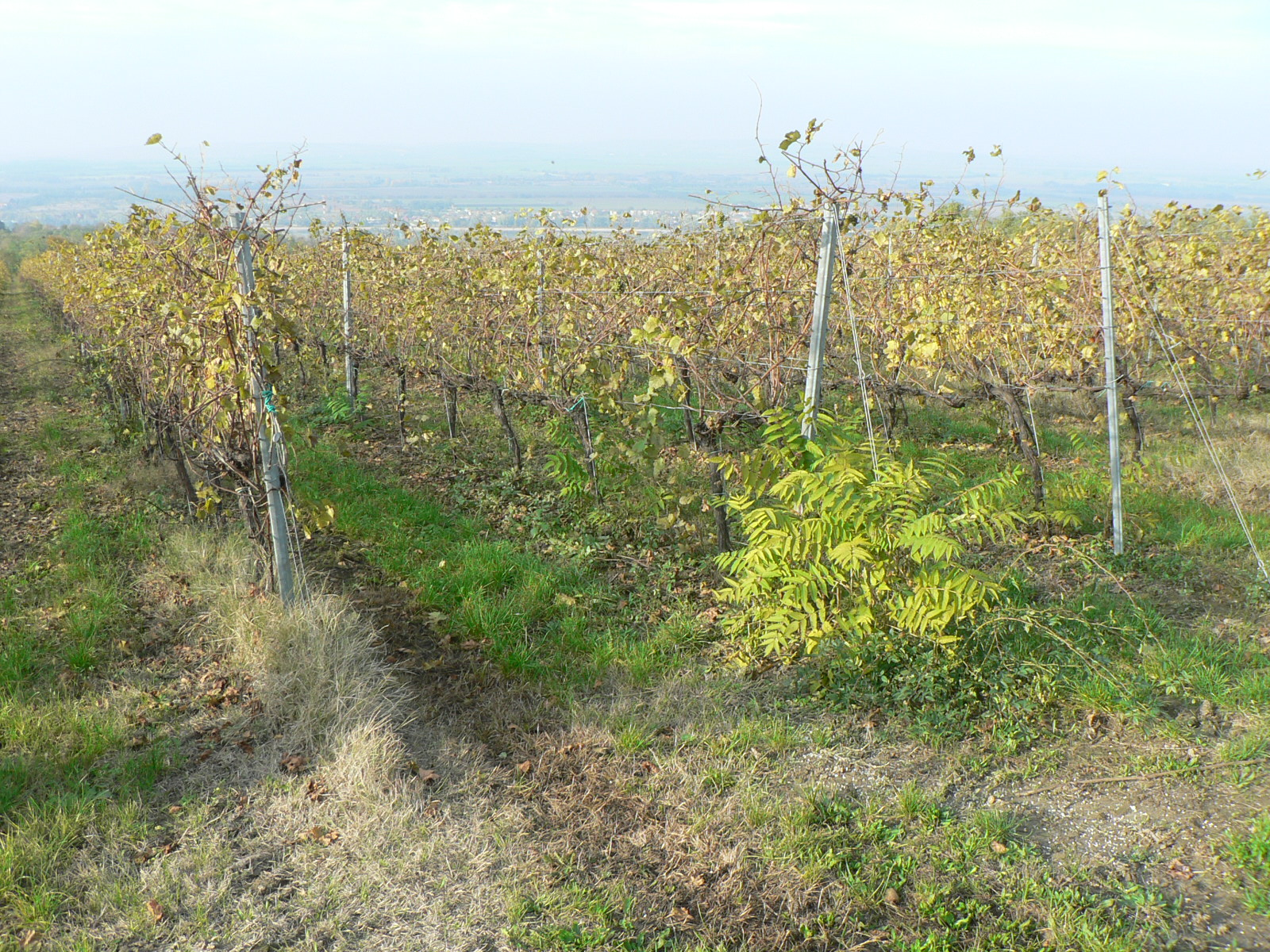
Szőlőterület a Hilltop Neszmély melegeshegyi részén
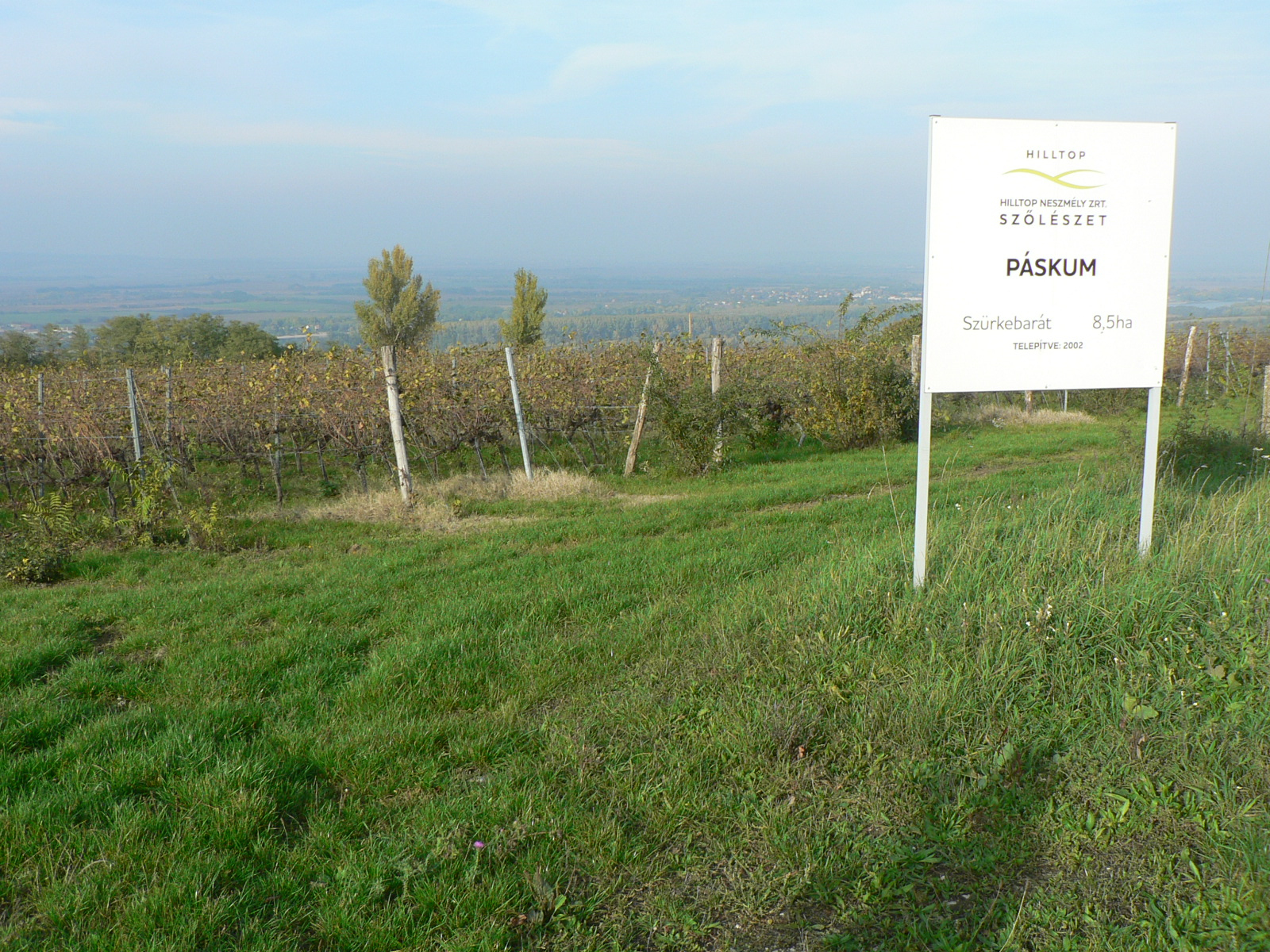
A melegeshegyi Páskum dűlő a Hilltop Neszmély egyik legjobb szőlőterülete